# Queratoplastia

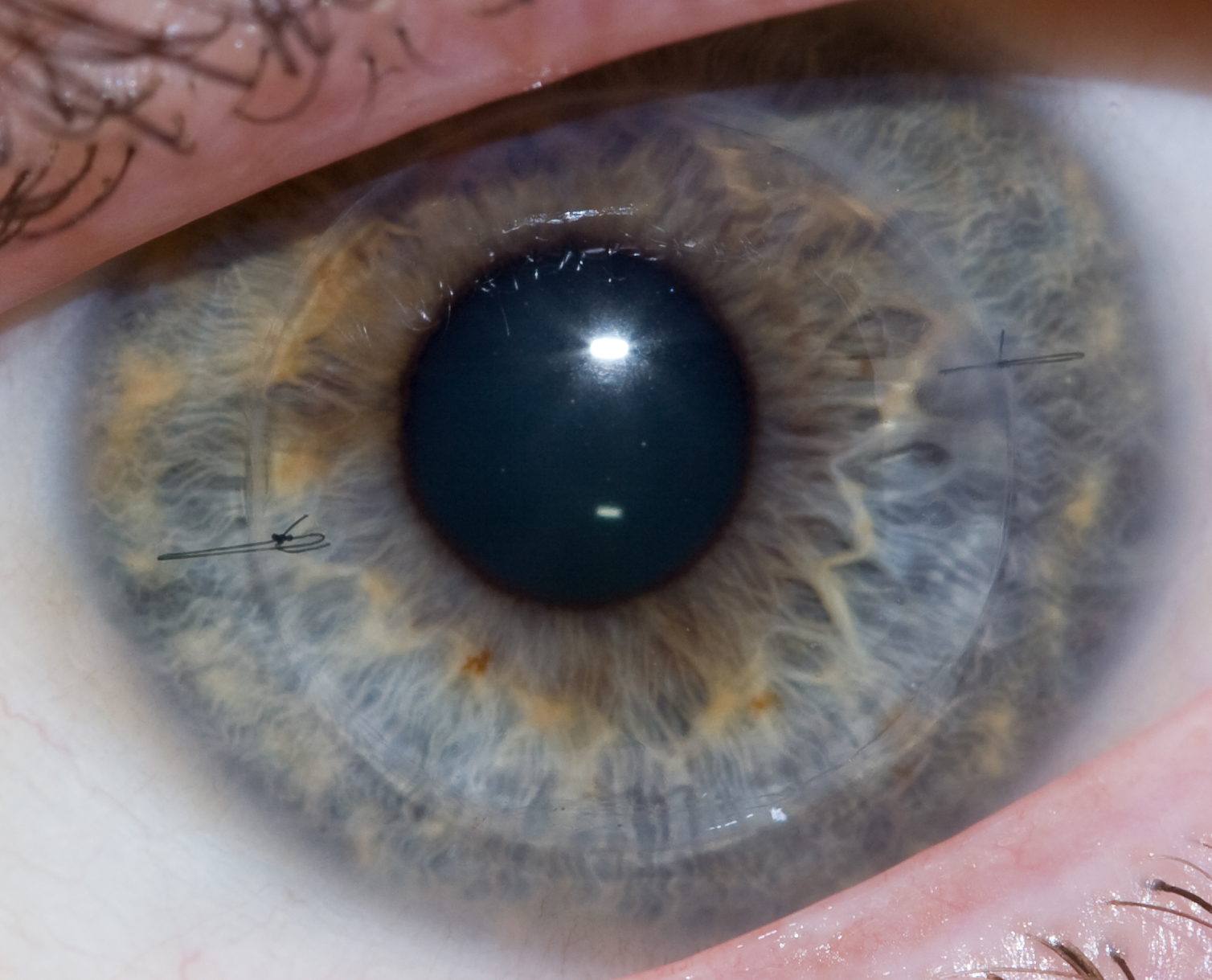
Córnea trasplantada. Nótese dos puntos de sutura

La queratoplastia, injerto o trasplante de córnea es la sustitución parcial o total de la córnea por la obtenida de un donante generalmente cadavérico o del propio receptor (Ver: autotrasplante).
Se debe distinguir de los procedimientos de cirugía refractiva en córnea, que tienen como objetivo corregir vicios de la refracción pero sin sustituir tejido corneal, también llamadas a veces queratoplastias, como la Queratoplastia térmica con láser.
Cuando se usa material sintético se denomina queratoprótesis.

## Historia
El primer trasplante de córnea exitoso, la córnea permaneció transparente,  fue realizado en 1906 por Eduard Konrad Zirm en la clínica Olomouc, ahora República Checa, y es quien indica las reglas a seguir para obtener el éxito en la cirugía de trasplante de córnea, una de las principales; que el tejido donador sea humano, joven y saludable, y la cirugía sea realizada con anestesia adecuada y asepsia estricta.
Otro pionero de la operación fue el español Ramón Castroviejo. En Rusia, el oftalmólogo Vladimir Filatov realizó intentos en 1912 hasta que el 6 de mayo de 1931 consiguió tener éxito al trasplantar a un paciente tejido de la córnea de una persona fallecida pues hasta ese momento se usaban tejidos de donantes vivos a quienes enucleaban el ojo por traumas penetrantes; en 1936 describió su técnica con todo detalle. También en 1936, Castroviejo hizo un trasplante por primera vez en un caso avanzado de queratocono, logrando una mejora significativa en la visión del paciente.
El 1º Banco de ojos del mundo se fundó en EE. UU. en 1944 dirigido por Townley Paton.

## Tipos
Existen básicamente dos tipos de trasplantes de córnea según su extensión:
1. El trasplante lamelar, también llamado laminar, o queratoplastia penetrante parcial, en el cual se reemplazan sólo las capas más externas de la córnea: parte del estroma, Bowman y epitelio.
2. El trasplante penetrante, o trasplante de espesor total. Es el reemplazo de la porción central de la córnea en todo su espesor.

Otro tipo de trasplante de córnea puede ser el autotrasplante que es rotacional (del mismo ojo) o contralateral (del otro ojo).

## Indicaciones
El trasplante de córnea es un valioso recurso usado en presencia de alteraciones irreversibles de la córnea, como opacidades debidas a cirugía, infecciones, trauma, quemaduras, degeneraciones, distrofia corneal y opacidades congénitas, ectasias severas o alteraciones del poder refractivo espesor y forma, como el queratocono.